# إدارة المحتوى

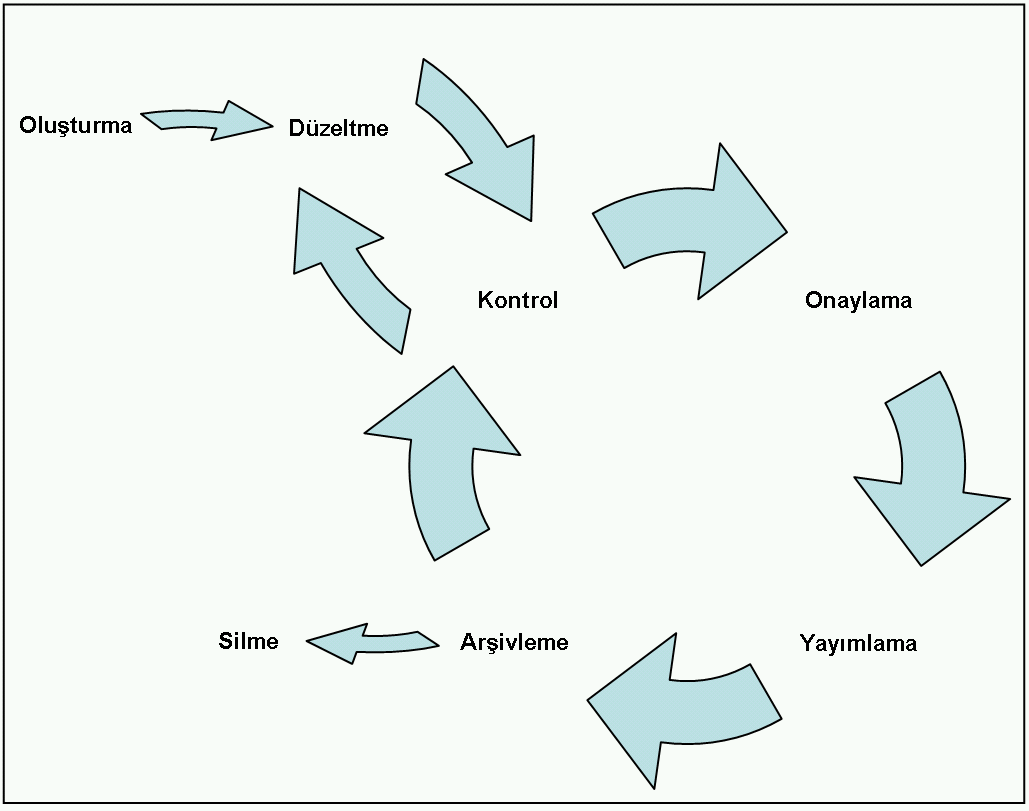

إدارة المحتوى (بالإنجليزية: Content Management أو CM)‏ هي مجموعة من العمليات والتقنيات التي تدعم جمع، وإدارة، ونشر المعلومات في أي صورة أو عبر أي وسيط.
في الأزمنة الأخيرة، أصبح يطلق على هذه المعلومات اسم المحتوى، أو بصورة أدق المحتوى الرقمي.
قد يكون المحتوى الرقمي في صورة ملفات نصية (مثل الوثائق) أو ملفات وسائط متعددة (مثل الصوت والفيديو)، أو أي نوع آخر من الملفات يتبع دورة حياة (بالإنجليزية: lifecycle)‏ معينة بحاجة لإدارة.

## عملية إدارة المحتوى
تختلف ممارسات وأهداف إدارة المحتوى تبعا للهدف. فالمنظمات الجديدة ومواقع التجارة الإلكترونية والمؤسسات التعليمية كلها تستخدم إدارة المحتوى ولكن بطرق مختلفة. وهذا يؤدي إلى اختلافات في اصطلاح وأسماء وأرقام خطوات عملية إدارة المحتوى.
فعلى سبيل المثال، يقوم بإنتاج المحتوى الرقمي مؤلف أو أكثر. وبمرور الوقت قد يتم تحرير هذا المحتوى. وقد يقدم بعض الأفراد لهذا المحتوى للموافقة على نشره. وقد يأخذ النشر صوراً متعددة؛ فقد يكون بتمرير ذلك المحتوى للآخرين، أو إعطاء حقوق رقمية لفرد أو مجموعة معينة. وقد يحل محتوى آخر -فيما بعد- محل هذا المحتوى القديم فيستبدله ويلغي استخدامه.
فإدارة المحتوى هي بطبيعتها عملية تعاونية (بالإنجليزية: collaborative)‏. وعادة ما تتكون من الأدوار والمسؤوليات الأساسية التالية:
- منشئ المحتوى (بالإنجليزية: Creator)‏ - هو المسؤول عن إنشاء وتحرير المحتوى
- المحرر (بالإنجليزية: Editor)‏ - مسؤول عن ضبط رسالة المحتوى ونمط تقديم المحتوى (بالإنجليزية: content delivery)‏، بما في ذلك الترجمة
- الناشر (بالإنجليزية: Publisher)‏ - مسؤول عن إصدار المحتوى للاستخدام
- المدير (بالإنجليزية: Administrator)‏ - مسؤول عن إدارة صلاحيات الوصول للمجلدات والملفات، وعادة ما يقوم بذلك عن طريق منح صلاحيات الوصول لمجموعات المستخدمين. وقد يساعد المديرون ويقدموا الدعم للمستخدمين بطرق مختلفة
- المستهلك أو المشاهد أو الضيف (بالإنجليزية: Guest)‏ - هو الشخص الذي يقرأ أو يحصل على المحتوى بعد نشره أو مشاركته

ومن أهم جوانب إدارة المحتوى القدرة على إدارة نسخ المحتوى المختلفة أثناء تطورها. فالمؤلفون والمحررون عادة ما يحتاجون استرجاع نسخ أقدم من بعض المواد التي سبق نشرها كنتيجة للفشل في إحدى العمليات أو كنتيجة لبعض التعديلات الغير مرغوب فيها.

## نظام إدارة المحتوى
نظام إدارة المحتوى هو نظام برمجي يستخدم لأتمتة العمليات التي تدعم الخصائص التالية:
- استيراد وإنشاء الوثائق ومواد الوسائط المتعددة
- تعريف كل المستخدمين الرئيسيين وأدوارهم
- القدرة على تعيين الأدوار والمسؤوليات لكل من تصنيفات وأنواع المحتوى
- تعريف مهام سير العمل (بالإنجليزية: workflow)‏ والتي عادة ما تصاحبها بعض المراسلات، بحيث يتم تنبيه مديري المحتوى بالتغييرات التي تطرأ عليه
- القدرة على إدارة وتتبع عدة نسخ من المحتوى
- إمكانية نشر المحتوى إلى مستودع يدعم الوصول إلى المحتوى، وبالتالي فإن هذا المستودع هو جزء من النظام، وبالتالي لابد من توفير خاصية البحث واسترجاع المعلومات